# Puschendorf
Puschendorf là một đô thị thuộc huyện Fürth trong bang Bayern nước Đức. Đô thị Puschendorf có diện tích 3,4 km², dân số thời điểm 31 tháng 12 năm 2006 là 2246 người.